# Contea di Le Flore
La contea di Le Flore (in inglese Le Flore County) è una contea dello Stato dell'Oklahoma, negli Stati Uniti. La popolazione al censimento del 2000 era di 48 109 abitanti. Il capoluogo di contea è Poteau.